# Twill
Twill (トゥワイル, Tuwairu) é uma dupla japonesa composta das gêmeas Michiko e Yoko (sobrenome desconhecido). Seu nome artístico é uma junção das palavras da língua inglesa twin e will.
Elas são mais conhecidas no Japão, nos Estados Unidos e na Suécia.

## Perfil
- Michiko (Irmã mais velha)
- Yoko (Irmã mais nova)

Ambas nasceram no dia 14 de novembro de 1985.

## História
Na adolescência, Michiko e Yoko ficaram sabendo sobre um concurso de canto e participaram. Elas venceram, e o resultado do concurso repercutiu em várias rádios tornando-as conhecidas. Elas participaram de um programa de rádio japonês e foram ouvidas pela gravadora Japonesa Zomba Records Japan. Em 2001, elas assinaram um contrato com a gravadora e aderiram ao nome Twill. Em 2002, a dupla lançou seu primeiro trabalho, o Mini Álbum Before I Fall, lançado no Japão em duas edições: Before I Fall & Before I Fall (Limited Edition). Em 2004, a dupla foi convidada para cantar no Festival Sueco de Verão. Elas cantaram o single Is It Love?, que ficou conhecido por toda a Europa. A dupla decidiu manter-se no país por mais algum tempo, e em 2004, assinaram um contrato com a BAMG. Em seguida, lançaram seus Singles Internacionais Is It Love? & One Step at a Time. A dupla foi novamente convidada para cantar no Festival Sueco de Verão, e levaram o público ao delírio cantando os dois Singles. Meses depois, foram convidadas para criar o Tema de Encerramento da série canadense Sue Thomas: F.B.Eye, e então, gravaram seu terceiro e último Single Internacional Story of My Life. Em 2009, elas voltaram ao Japão e assinaram um contrato com a UMG - Nayutawave Records. Ainda em 2009, a dupla gravou os sucessos Love Friend e My Step, e em 2010 Close to You. Em 2011, foram convidadas para cantar o segunto Tema de Abertura do Anime Digimon Xros Wars, e gravaram New World. E agora em 2012, decidiram seguir o trabalho com o Anime, e gravaram o primeiro tema de abertura de Digimon Xros Wars: Os Jovens Caçadores que Correm Através do Tempo, STAND UP. A História da dupla pode ser resumida nos seguintes tópicos:
2001 - Assinam um contrato com a Zomba Records Japan.
2002 - Lançam o seu primeiro single, Before I Fall.
2004 - Assinam um contrato com a BAMG.
2009 - Voltam para o Japão e assinam um contrato com a UMG - Nayutawave Records.

## Discografia

### Singles internacionais
- Is It Love? (2005 - BAMG)
  - Is It Love? (Rádio)
  - Is It Love? (Cherry Blossom Version)
  - Is It Love? (Karaokê/Instrumental)
- One Step at a Time (2005 - BAMG)
  - One Step at a Time (Rádio)
  - One Step at a Time (Karaokê/Instrumental)
- Story of My Life

Todos liberados por Bonnier Amigo

### Singles japoneses
- Before I Fall (04 de dezembro de 2002 - Zomba Japan)[5]
  - Before I Fall
  - Is It Love?
  - Girls Like Me
  - Finally
  - Before I Fall (Remix)
  - Before I Fall (Karaokê/Instrumental)
- Before I Fall -Limited Edition- (04 de dezembro de 2002 - Zomba Japan)
  - Before I Fall
  - Is It Love?
  - Girls Like Me
  - Finally
  - Before I Fall (Remix)
  - Is It Love (Karaokê/Instrumental)
- Love Friend (22 de julho de 2009 - Nayutawave)[6]
  - Love Friend
  - Merry-go-Round
- My Step (30 de setembro de 2009 - Nayutawave)[7]
  - My Step
  - Back in Love
- Close to You (05 de Maio de 2010 - Nayutawave)[8]
  - Close to You
  - Whenever
- New World -Regular Edition- (08 de Junho de 2011 - Nayutawave)[9]
  - New World
  - True Love
  - New World (Karaokê/Instrumental)
- New World -Limited Edition- (08 de Junho de 2011 - Nayutawave)
  - New World
  - True Love
  - New World (Karaokê/Instrumental)
  - Digi Melody (Lopmon Ver.)
  - Digi Melody (Whamon Ver.)
  - Digi Melody (Koromon Ver.)
- STAND UP (07 de março de 2012 - Nayutawave)
  - STAND UP
  - My Heart
  - STAND UP (Piano Version)
  - STAND UP (Karaokê/Instrumental)